# Sử thi Gilgamesh

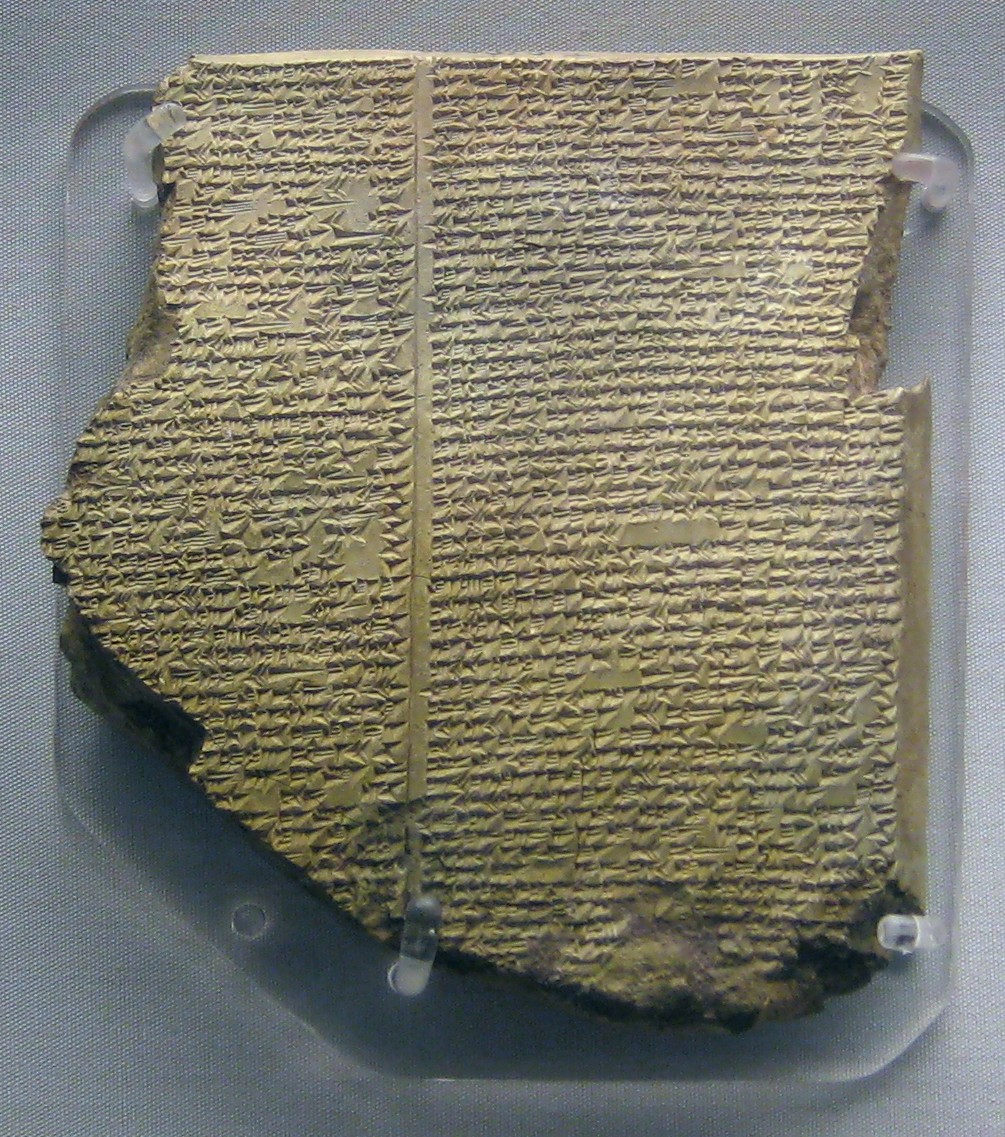
Phiến đất sét Đại hồng thủy từ Sử thi Gilgamesh, lấy từ tàn tích thư viện Ashurbanipal, thế kỉ thứ 7 TCN, hiện đang trưng bày ở Bảo tàng Anh

Sử thi Gilgamesh  là một thiên anh hùng ca Lưỡng Hà, thường được xem là tác phẩm văn học cổ nhất còn tồn tại và là thư tịch tôn giáo lâu đời thứ hai, chỉ sau Văn tự Kim tự tháp. Sử thi Gilgamesh khởi nguồn từ năm bài thơ Sumer về Gilgamesh (Tiếng Sumer của "Gilgamesh"), vua của Uruk, có niên đại từ Triều đại thứ ba của Ur (k. 2100 BC). Người Akkad sau này đã sử dụng chất liệu từ các câu chuyện độc lập này để soạn thành Sử thi Gilgamesh. Phiên bản đầu tiên còn sót lại của thiên sử thi hợp nhất này, được gọi là phiên bản "Cổ Babylon" có từ thế kỷ 18 trước Công nguyên và được đặt tên theo incipit (lời mở đầu) của nó, Shūtur eli sharrī ("Vượt qua tất cả các vị vua khác"), chỉ còn lại một vài phiến đất sét. Các phiên bản "chuẩn" sau này được biên soạn bởi Sin-lēqi-unninni, trong khoảng từ thế kỉ 13 đến thế kỷ 10 trước Công nguyên và có incipit Sha naqba īmuru ("Người đã Nhìn thấy Vực thẳm", trong thuật ngữ hiện đại: "Người Thấy Những điều chưa biết"). Khoảng hai phần ba trong số mười hai phiến đất sét của phiên bản này đã được phục hồi. Một số bản sao nguyên vẹn nhất được phát hiện trong tàn tích thư viện của Ashurbanipal, vua Assyria ở thế kỷ thứ 7 trước Công nguyên.
Nửa đầu của câu chuyện nói về Gilgamesh, vua của Uruk và Enkidu, một người hoang dã được tạo ra bởi các vị thần tạo ra để ngăn chặn sự bạo ngược của Gilgamesh. Enkidu được khai hóa sau khi tiếp xúc với một nữ tư tế. Anh ta tới Uruk để thách đấu Gilgamesh. Gilgamesh đã chiến thắng và hai người trở thành bạn bè. Họ cùng nhau thực hiện một cuộc hành trình kéo dài sáu ngày đến Rừng tuyết tùng huyền bí, nơi họ giết chết Kẻ gác rừng, Humbaba Khủng khiếp và đốn hạ cây tuyết tùng linh thiêng. Nữ thần Ishtar muốn Gilgamesh trở thành chồng của mình, nhưng anh từ chối. Cảm thấy bị sỉ nhục, nữ thần đã cử Thiên ngưu đến để trừng phạt Gilgamesh. Anh và Enkidu giết chết Thiên ngưu, khiến cho các vị thần quyết định phán Enkidu tội chết.
Trong nửa sau của thiên anh hùng ca, đau đớn trước cái chết của người bạn thân, Gilgamesh quyết định thực hiện một hành trình dài và nguy hiểm để khám phá bí mật của cuộc sống vĩnh cửu. Đến cuối cùng, anh nhận ra "Cuộc sống mà ngươi kiếm tìm, ngươi sẽ không bao giờ tìm thấy. Vì khi các vị thần tạo ra con người, họ đã ban tặng cái chết kèm theo, và giữ lại sự sống cho riêng mình".
Câu chuyện về Gilgamesh đã được dịch ra nhiều thứ tiếng và có ảnh hưởng đến nhiều tác phẩm văn học và tôn giáo lớn sau này.

## Lịch sử

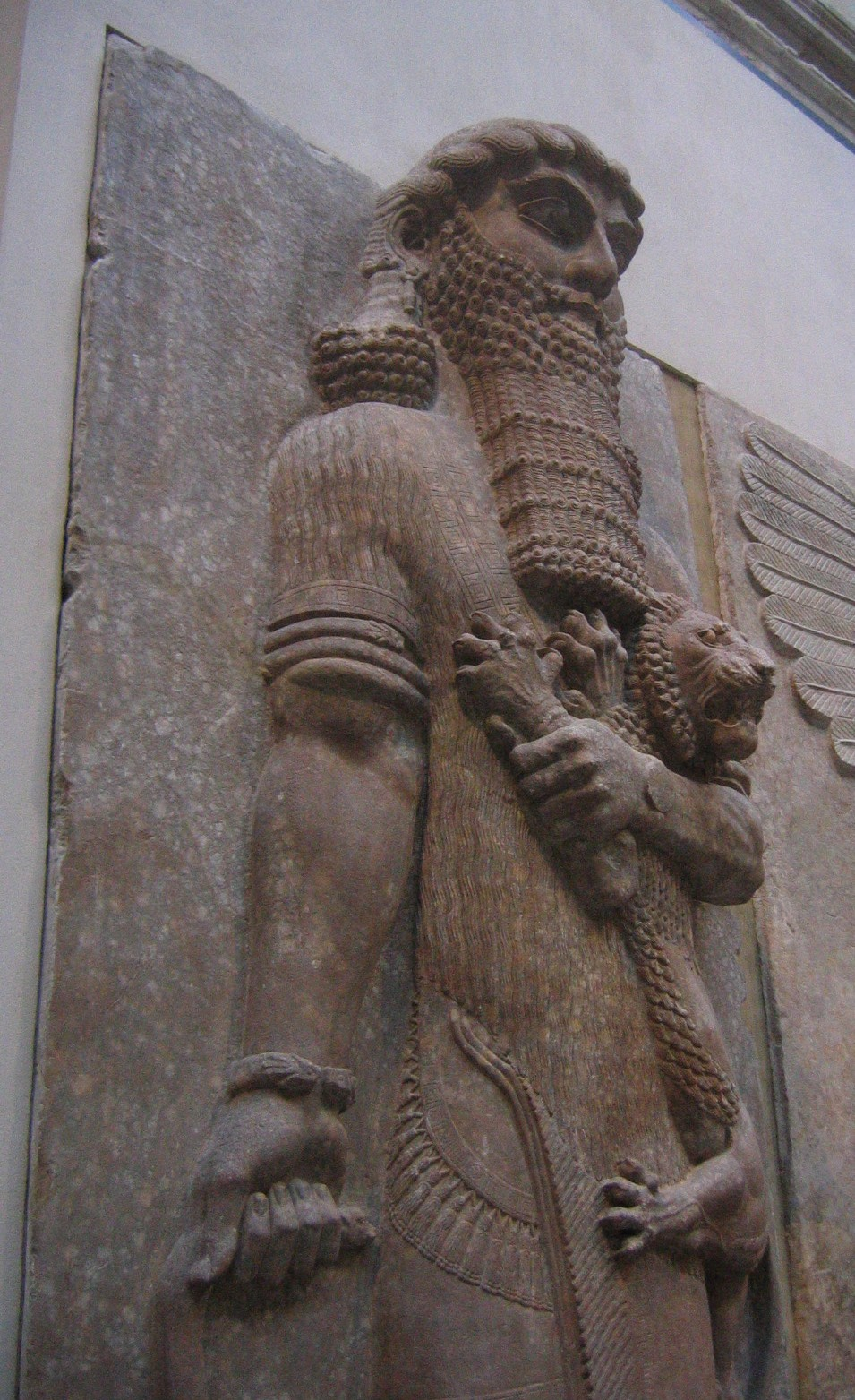
Phù điêu Assyria cổ đại hiện đang được trưng bày ở Louvre, có thể mô tả Gilgamesh.

Sử thi được tổng hợp từ các nguồn khác nhau trong khoảng thời gian hơn 2000 năm. Những bài thơ Sumer ban đầu hiện nay thường được coi như những câu chuyện riêng biệt, chứ không nằm trong cùng mạch truyện.:45 Chúng có niên đại từ đầu Triều đại thứ ba của Ur (k. 2100 BC).:41–42 Các phiến đất sét Cổ Babylon (k. 1800 BC),:45 là những phiến đất sét lâu đời nhất còn tồn tại có một mạch truyện Gilgamesh thống nhất. Các phiến đất sét Cổ Babylon và phiên bản tiếng Akkad sau này là nguồn quan trọng cho các bản dịch hiện đại, còn các văn bản cổ hơn chủ yếu được sử dụng để lấp vào các khoảng trống (lacunae) trong các văn bản sau này. Mặc dù có một số phiên bản chỉnh sửa lại dựa trên những khám phá mới đã được xuất bản, sử thi vẫn chưa được phục dựng hoàn chỉnh. Phân tích về văn bản tiếng Babylon cổ đã được sử dụng để tái hiện các hình thức có thể có trước đây của Sử thi Gilgamesh. Phiên bản Akkad gần đây nhất (k. 1200 BC), còn được gọi là phiên bản tiêu chuẩn, bao gồm mười hai phiến đất sét, đã được Sin-liqe-unsinni biên tập và được tìm thấy tại di tích Thư viện Ashurbanipal ở Nineveh.
Sử thi Gilgamesh được phát hiện bởi Austen Henry Layard, Hormuzd Rassam và W.K. Loftus vào năm 1853. Nhân vật trung tâm của tác phẩm ban đầu được phiên âm là "Izdubar", trước khi các kí tự hình nêm trong tên của ông được tìm ra cách phiên âm chính xác. Bản dịch hiện đại đầu tiên được xuất bản vào đầu những năm 1870 bởi George Smith. Smith sau đó đã hoàn thiện thêm hiểu biết về các đoạn văn bản qua các cuộc thám hiểm sau này của mình, mà đỉnh cao là bản dịch cuối cùng của ông được giới thiệu trong cuốn sách Phiên bản Sáng thế kí Chaldaea (1880).
Bản dịch hiện đại chính xác nhất là một công trình nghiên cứu gồm hai tập của Andrew George, được xuất bản bởi Nhà xuất bản Đại học Oxford năm 2003. Một học giả Cambridge, Eleanor Robson, cho rằng tác phẩm của George là công trình nghiên cứu quan trọng nhất về Gilgamesh trong suốt 70 năm qua.
Việc phát hiện ra các cổ vật (k. 2600 BC) liên quan đến vua Enmebaragesi của Kish, người được nhắc đến trong các truyền thuyết với tư cách là vua cha của một trong những kẻ thù của Gilgamesh, đã khiến nhiều nhà sử học tin rằng Gilgamesh là nhân vật có thật trong lịch sử.:40–41
Năm 1998, nhà sử học người Mỹ Theodore Kwasman đã phát hiện ra một mảnh vỡ được cho là chứa những dòng sử thi đầu tiên trong kho của Bảo tàng Anh. Mảnh vỡ được tìm thấy vào năm 1878 và có niên đại từ 600 TCN đến 100 TCN, chưa hề được nghiên cứu kể từ khi được khai quật. Chữ viết trên mảnh vỡ: "Người nhìn thấy tất cả, người là nền móng của đất nước, người biết (mọi thứ), thông thái trong mọi vấn đề: Gilgamesh."

## Các phiên bản
Từ các nguồn khác nhau được tìm thấy, hai phiên bản chính của sử thi đã phần nào được phục dựng: phiên bản Akkad tiêu chuẩn, hay Người đã Nhìn thấy Vực thẳm, và phiên bản Cổ Babylon, hay Vượt qua tất cả các vị vua khác. Năm bài thơ tiếng Sumer trước đó về Gilgamesh đã được phục hồi một phần, một số có viết các phiên bản nguyên thủy của một số đoạn trong phiên bản Akkad, một số viết những câu chuyện không liên quan khác.

### Phiên bản Akkad tiêu chuẩn
Phiên bản tiêu chuẩn được phát hiện bởi Hormuzd Rassam tại thư viện Ashurbanipal ở Nineveh năm 1853. Nó được viết theo một phương ngữ của Akkad vốn được sử dụng cho mục đích văn chương. Phiên bản này được Sin-liqe-unlinni biên soạn vào khoảng năm 1300 đến 1000 TCN từ các văn bản trước đó.
Nội dung của các phiến đất sét được tóm tắt dưới đây dựa trên bản dịch của Andrew George.

##### Phiến thứ nhất
Gilgamesh, vua của Uruk, với hai phần ba dòng máu thần và một phần ba dòng máu con người, là một bạo chúa đàn áp dân chúng. Họ cầu cứu sự giúp đỡ từ các vị thần. Đối với những phụ nữ trẻ của Uruk, hắn đòi hỏi quyền hưởng đêm đầu, hoặc "quyền của chúa tể", ngủ với cô dâu trong đêm tân hôn của họ. Đối với những chàng trai trẻ (phiến đất sét bị hư hại ở đoạn này), người ta phỏng đoán rằng Gilgamesh bắt họ tham gia các cuộc thi đấu đến kiệt sức hoặc là lao động cưỡng bức trong các công trình xây dựng. Các vị thần đáp lại lời cầu nguyện bằng cách tạo ra một người có sức mạnh ngang bằng với Gilgamesh từ bùn và đất sét. Đó là một người hoang dã, Enkidu, phủ đầy lông lá và sống trong rừng cùng với các loài động vật. Một người thợ săn phát hiện ra Enkidu giúp thú vật thoát khỏi bẫy rập khiến ông ta không săn bắt được gì, nên đã cầu xin Thần mặt trời Shamash cử Shamhat, một kĩ nữ/nữ tu ở đền thờ, đến để thuần hóa Enkidu. Sau sáu ngày bảy đêm (hoặc hai tuần, theo các học giả gần đây) làm tình và dạy Enkidu cách sống khai hóa, nàng đưa Enkidu đến trại của người chăn cừu để học cách làm con người. Trong khi đó, Gilgamesh mơ thấy mình sắp có một người bạn đồng hành thân thiết mới nên nhờ mẹ của mình, nữ thần Ninsun, giúp giải thích những giấc mơ này.

##### Phiến thứ hai
Shamhat mang Enkidu đến trại chăn cừu, nơi chàng được hướng dẫn về cách ăn uống của con người và trở thành một người gác đêm. Sau khi biết từ một người qua đường về cách Gilgamesh đối xử với các cô dâu mới, Enkidu đã nổi giận và tới Uruk để ngăn cản Gilgamesh. Khi Gilgamesh định vào phòng tân hôn, Enkidu chặn đường hắn và họ giao đấu. Sau một trận chiến khốc liệt, Enkidu thừa nhận sức mạnh vượt trội của Gilgamesh và họ trở thành bạn bè. Gilgamesh đề xuất một cuộc hành trình đến Rừng tuyết tùng giết chết quái vật bán thần Humbaba để trở nên nổi tiếng. Bất chấp cảnh báo từ Enkidu và các bô lão, Gilgamesh không hề mảy may run sợ.

##### Phiến thứ ba
Các bô lão cho Gilgamesh lời khuyên cho hành trình sắp tới. Gilgamesh đến thăm mẹ của mình, nữ thần Ninsun, và nhờ bà xin sự hỗ trợ và bảo vệ của thần mặt trời Shamash cho cuộc phiêu lưu của họ. Ninsun nhận Enkidu làm con trai, và Gilgamesh để lại những chỉ dẫn về việc cai trị Uruk lúc chàng vắng mặt.

##### Phiến thứ tư
Gilgamesh và Enkidu lên đường đến Rừng tuyết tùng. Cứ cách vài ngày, họ dựng lều trên một ngọn núi, và thực hiện một nghi lễ báo mộng. Gilgamesh có năm giấc mơ kinh hoàng về những ngọn núi đổ sụp, giông bão, bò rừng và một con chim sấm sét thở ra lửa. Mặc dù có sự tương đồng giữa những nhân vật trong mơ và những mô tả trước đó về Humbaba, Enkidu diễn giải những giấc mơ này là điềm báo tốt, phủ nhận rằng những hình ảnh đáng sợ này đại diện cho Kẻ gác rừng. Khi đến gần ngọn núi tuyết tùng, họ nghe thấy tiếng Humbaba gầm lên và động viên nhau đừng run sợ.

##### Phiến thứ năm

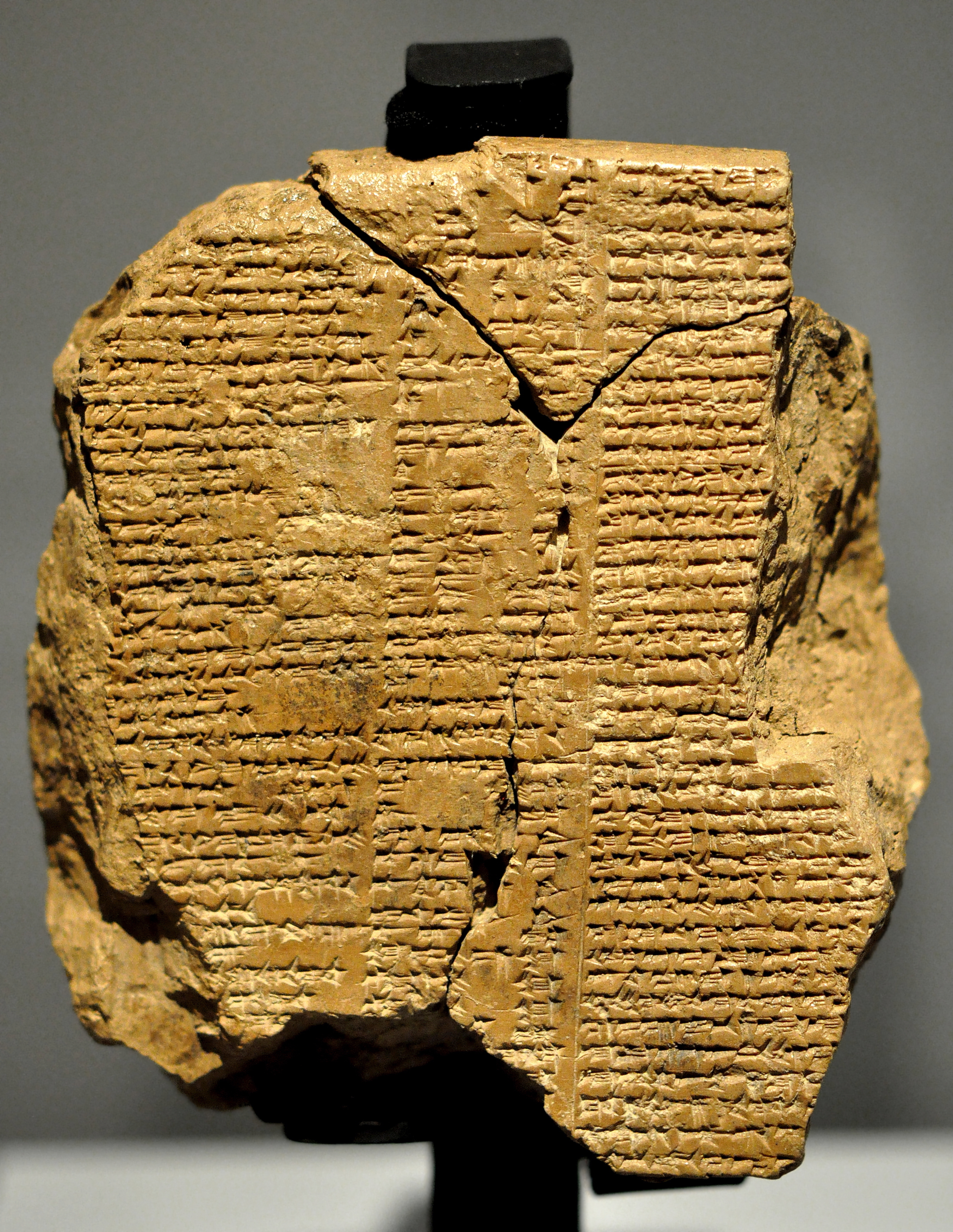
Phiến đất sét V của sử thi Gilgamesh

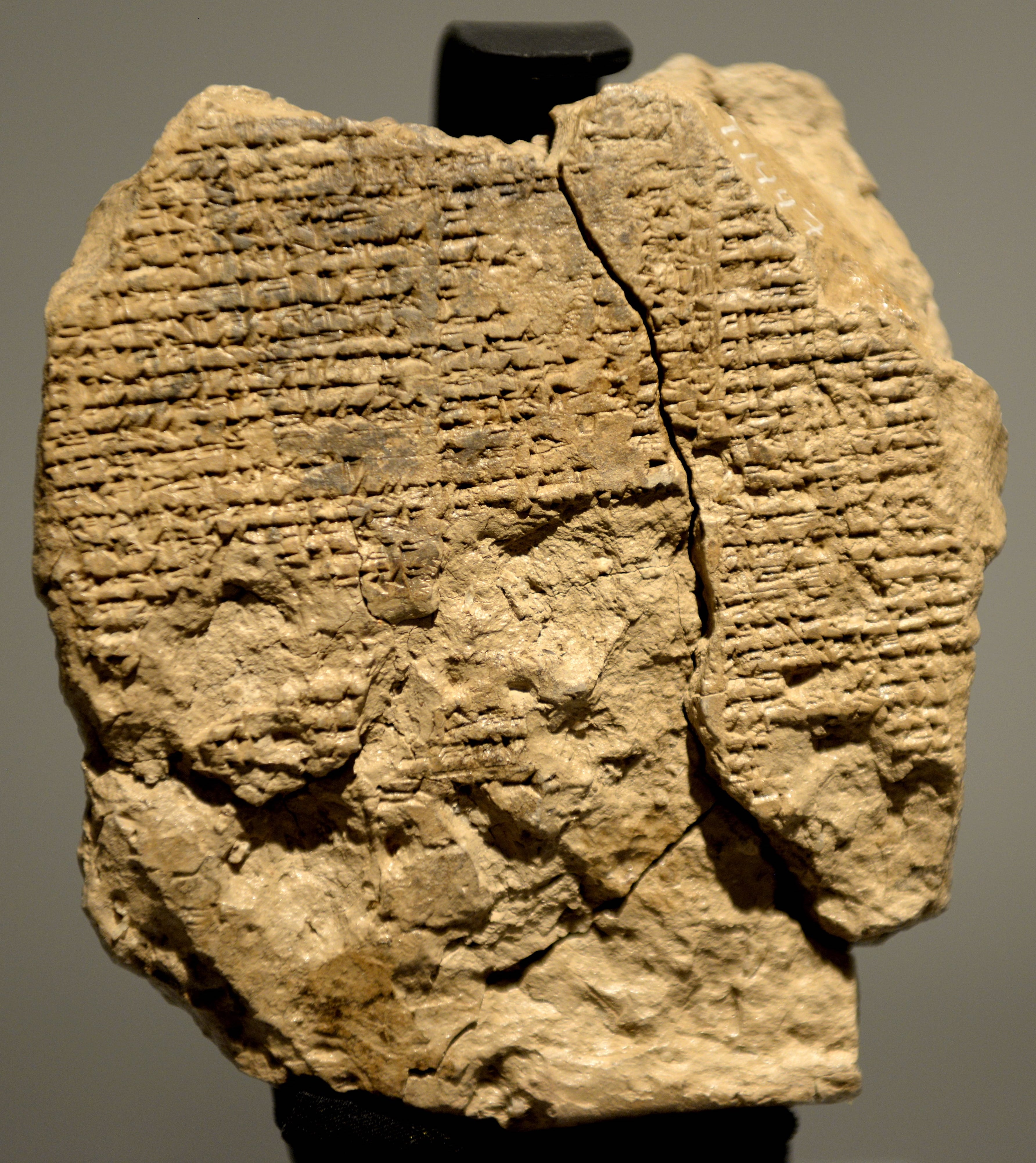
Mặt sau của phiến V mới được phát hiện của Sử thi Gilgamesh. Nó có niên đại từ thời Cổ Babylon, 2003-1595 TCN. Bảo tàng Sulaymaniyah, Iraq.

Các anh hùng bước vào khu rừng tuyết tùng. Humbaba, kẻ bảo vệ Rừng tuyết tùng, lăng mạ và đe dọa họ. Hắn gọi Enkidu là kẻ phản bội thiên nhiên, và thề sẽ mổ bụng Gilgamesh rồi ném cho chim ăn. Gilgamesh lo sợ, nhưng được Enkidu khích lệ, chàng bắt đầu trận chiến. Những ngọn núi ầm ầm rung chuyển và bầu trời biến thành màu đen. Thần Shamash đã gửi tới 13 cơn gió để giúp hai người trói Humbaba. Humbaba cầu xin được sống khiến Gilgamesh mủi lòng thương. Hắn mời Gilgamesh làm Chúa tể của khu rừng, hứa sẽ đốn cây cho chàng và làm nô lệ của chàng. Tuy nhiên Enkidu cho rằng Gilgamesh nên giết Humbaba để lưu danh thiên cổ. Humbaba nguyền rủa cả hai và Gilgamesh chém đầu hắn cùng với bảy đứa con trai. Hai anh hùng đã chặt hạ nhiều cây tuyết tùng, trong đó có một gốc cây khổng lồ mà Enkidu định dùng làm cổng cho ngôi đền thờ Enlil. Họ đóng một chiếc bè và xuôi thuyền trở về dọc theo sông Euphrates cùng với cái cây khổng lồ và (có thể là) thủ cấp của Humbaba.

##### Phiến thứ sáu
Gilgamesh khước từ nữ thần Ishtar vì nàng ta nổi tiếng cư xử tàn ác với với những tình nhân trước đây, như Dumuzid. Để trả thù, Ishtar hỏi cha mình, thần Anu, cử Thiên ngưu Gugalanna xuống để trừng phạt Gilgamesh. Khi Anu không đồng ý, Ishtar đe dọa sẽ làm người chết sống dậy, "áp đảo số người sống" và "nuốt chửng họ". Anu trở nên sợ hãi và nhượng bộ. Ishtar dẫn Gugalanna đến Uruk và tàn phá mọi thứ. Nó uống cạn nước sông Euphrates, làm đầm lầy khô cằn. Nó đào những cái hố khổng lồ nuốt chửng 300 người đàn ông. Không dùng đến bất kỳ sự trợ giúp thần thánh nào, Enkidu và Gilgamesh tấn công và giết chết con bò, và dâng trái tim của nó lên Shamash. Nhìn thấy Ishtar khóc, Enkidu ném một mảnh xác bò vào mặt nữ thần và quát mắng nàng. Thành phố Uruk ăn mừng chiến thắng, nhưng Enkidu lại có một giấc mơ đáng sợ về tương lai của mình.

##### Phiến thứ bảy
Trong giấc mơ của Enkidu, các vị thần đã phán quyết một trong hai vị anh hùng phải chết vì đã giết chết Humbaba và Gugalanna. Bất chấp sự phản đối của Shamash, Enkidu là kẻ bị phán tội chết. Enkidu nguyền rủa cánh cổng khổng lồ mà chàng đã dựng cho đền thờ Extil. Chàng cũng nguyền rủa người thợ săn và Shamhat vì đã đưa chàng rời bỏ thiên nhiên. Shamash nhắc nhở Enkidu về cách Shamhat cho chàng ăn, mặc cho chàng quần áo, và dẫn chàng đến với Gilgamesh. Shamash nói với chàng rằng, Gilgamesh sẽ cho chàng những vinh dự lớn lao nhất trong lễ tang chàng, và vị vua sẽ một mình lang thang trên cánh đồng hoang, gặm nhấm nỗi đau mất đi người bạn thân. Enkidu trở nên hối hận về những lời nguyền rủa của mình và cầu phúc cho Shamhat. Tuy nhiên, trong giấc mơ thứ hai, chàng thấy mình bị giam cầm tại Cõi âm bởi một vị thần chết đáng sợ. Cõi âm là một nơi đầy bụi bặm và tăm tối, cư dân ở đó ăn đất sét và mặc áo lông chim, bị quản thúc bởi những sinh vật đáng sợ. Suốt 12 ngày, tình trạng của Enkidu trở nên ngày một tồi tệ. Chàng than rằng mình đã không chết như một người hùng giữa một trận chiến, rồi trút hơi thở cuối cùng. Gilgamesh ôm lấy cơ thể của Enkidu suốt nhiều ngày, phủ nhận rằng bạn mình đã chết, cho tới khi chàng thấy một con giòi rơi ra từ mũi của xác chết.

##### Phiến thứ tám
Gilgamesh đọc một bài điếu văn cho Enkidu, và kêu gọi khắp núi rừng, ruộng đồng, sông hồ, muông thú và toàn thể Uruk khóc than cho bạn mình. Nhớ lại cuộc phiêu lưu cùng nhau, Gilgamesh rơi lệ ướt đẫm tóc và quần áo. Chàng cho dựng một bức tượng lớn, và lấy từ trong kho báu của mình những báu vật quý giá nhất để bồi táng theo Enkidu. Một bữa tiệc lớn được tổ chức để dâng các báu vật lên cho những vị thần Cõi âm. Đoạn tiếp theo phiến đất sét bị vỡ, người ta đoán rằng nói về một khúc sông được đắp đập, ám chỉ việc thủy táng, như trong bài thơ Sumerian tương ứng, Cái chết của Gilgamesh.

##### Phiến thứ chín
Phiến thứ chín mở đầu với cảnh Gilgamesh đi lang thang trên đồng hoang, khoác da thú, khóc than cho Enkidu. Chàng trở nên sợ hãi trước cái chết của chính mình, nên đã quyết định đi tìm kiếm ngài Utnapishtim ("Người Xa xôi") để tìm hiểu bí mật của cuộc sống vĩnh cửu. Nằm trong số ít những người sống sót sau trận đại hồng thủy, Utnapishtim và vợ là những người duy nhất được các vị thần ban cho sự bất tử. Gilgamesh băng qua một ngọn núi vào ban đêm và chạm trán một đàn sư tử. Trước khi ngủ, chàng cầu nguyện sự bảo vệ từ thần mặt trăng Sin. Sau khi nhận được những lời khích lệ từ một giấc mơ, chàng tỉnh dậy và giết hết đàn sư tử, lột da của chúng để làm áo. Sau một hành trình dài và đầy nguy hiểm, Gilgamesh đến đỉnh núi song sinh Mashu ở nơi tận cùng thế giới. Chàng đi qua một đường hầm chưa từng có ai bước vào, được bảo vệ bởi hai con quái vật bọ cạp, dường như là một cặp vợ chồng. Người chồng cố ngăn cản Gilgamesh, nhưng người vợ đã mủi lòng thương trước nỗi niềm của Gilgamesh và (theo bản biên tập của Benjamin Foster) cho phép chàng đi qua. Chàng băng qua những ngọn núi dọc theo Con đường Mặt trời. Suốt "12 giờ gấp đôi" chàng đi trong bóng tối, cố gắng đến nơi trước khi bị Mặt trời bắt kịp. Cuối cùng chàng đến được đến Khu vườn của các vị thần, một chốn tiên cảnh trĩu trịt những cây quả ngọc.

##### Phiến thứ mười
Gilgamesh gặp người nấu bia thông thái Siduri. Nàng cho rằng chàng ta hoặc là kẻ cắp hoặc là tên sát nhân vì vẻ ngoài nhếch nhác của chàng. Gilgamesh nói cho nàng hay mục đích của cuộc hành trình của mình. Nàng cố gắng can ngăn, nhưng vẫn đưa chàng đến chỗ Urshanabi người lái đò, người sẽ giúp chàng vượt biển đến chỗ Utnapishtim. Gilgamesh, trong cơn thịnh nộ bộc phát, đã đập vỡ những mảnh đá phép của Urshanabi. Chàng kể cho ông ta câu chuyện của mình, nhưng khi chàng nhờ giúp đỡ, Urshanabi cho hay chàng vừa phá hủy những thứ có thể giúp họ băng qua Biển Chết, với thứ nước độc chết người. Urshanabi chỉ dẫn Gilgamesh đốn hạ 120 cái cây và biến chúng thành những cây cột để vượt biển. Khi họ đến được hòn đảo nơi Utnapishtim sống, Gilgamesh kể lại câu chuyện của mình và nhờ ông ta giúp đỡ. Utnapishtim trách cứ chàng, tuyên bố rằng chiến đấu với số phận chung của con người là vô ích và đang tự đánh mất niềm vui trong cuộc sống.

##### Phiến thứ mười một

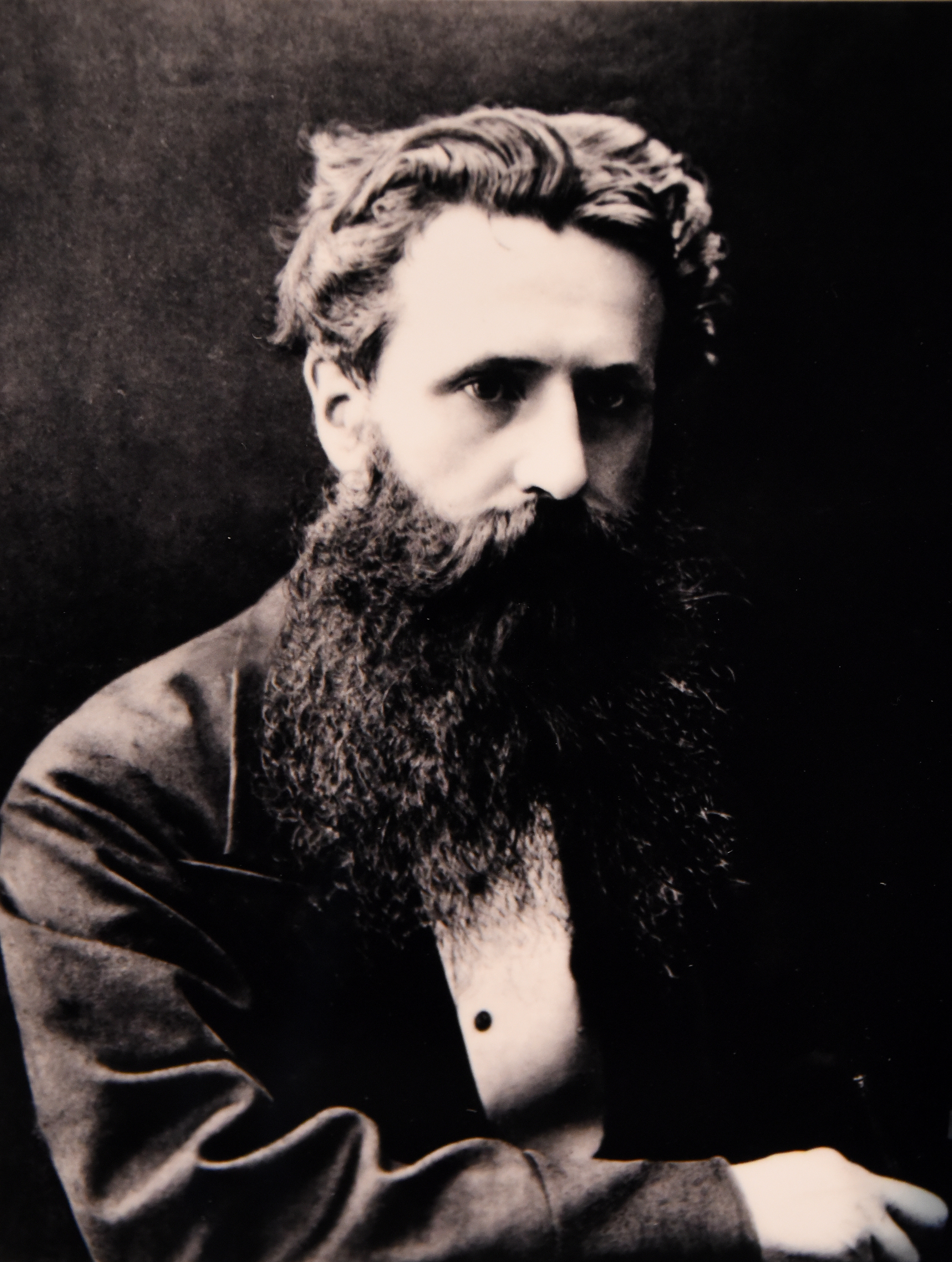
George Smith, người nghiên cứu và chuyển ngữ "Câu chuyện Đại hồng thủy Babylon" của phiến đất sét XI

Gilgamesh thấy Utnapishtim dường như không khác gì mình, và hỏi ông ta làm thế nào mà có được sự bất tử. Utnapishtim giải thích rằng các vị thần đã quyết định gây ra một trận Đại hồng thủy. Thần Ea đã bảo Utnapishtim đóng một con thuyền với kích thước chính xác, trám bằng nhựa thông và hắc ín. Cả nhà ông lên thuyền cùng với những người thợ thủ công và "tất cả các động vật trên cánh đồng". Sau đó một cơn bão dữ dội nổi lên khiến các vị thần kinh hoàng rút lui về trời. Ishtar than khóc về sự hủy diệt của nhân loại, các vị thần khác khóc bên cạnh nàng. Cơn bão kéo dài sáu ngày đêm, sau đó "tất cả loài người biến thành đất sét". Utnapishtim khóc khi nhìn thấy cảnh tượng hủy diệt. Thuyền của ông neo đậu trên một ngọn núi, và ông thả ra một con chim bồ câu, một con én và một con quạ. Cho đến khi không thấy con quạ quay lại, ông mở hầm và giải thoát cho các động vật bên trong. Các vị thần ngửi thấy hương vị ngọt ngào và bắt đầu kéo đến. Utnapishtim tình nguyện hiến tế cho các vị thần. Ishtar thề trên chiếc vòng cổ lưu ly rực rỡ nàng đang đeo rằng nàng sẽ không bao giờ để cho chuyện này tái diễn. Thần Enlil đến và nổi giận vì vẫn còn con người sót lại. Ishtar buộc tội ông ta gây ra cơn lũ. Ea giải thích với Enlil rằng thật bất công khi trừng phạt những người vô tội. Enlil đồng ý, sau đó ban phước cho Utnapishtim và vợ, và thưởng cho họ sự sống vĩnh hằng. Câu chuyện này tương ứng với câu chuyện đại hồng thủy trong Sử thi Atra-Hasis.
Dường như sự sống vĩnh cửu mà Enlil ban tặng là một món quà độc nhất vô nhị. Để chứng minh điều này, Utnapishtim thách đố Gilgamesh thức liên tiếp suốt sáu ngày bảy đêm. Đến ngày thứ sáu thì Gilgamesh ngủ thiếp đi, và Utnapishtim bảo vợ cứ mỗi ngày chàng ngủ thì hãy nướng một ổ bánh mì, để làm bằng chứng cho việc chàng đã không giữ được tỉnh táo. Gilgamesh, kẻ đang tìm cách vượt qua cái chết, thậm chí còn không thể chiến thắng giấc ngủ. Sau khi Urshanabi Người lái đò tắm rửa cho Gilgamesh và khoác cho chàng vương bào, họ khởi hành đi Uruk.

Khi họ rời đi, vợ của Utnapishtim bảo chồng tặng chằng một món quà chia tay. Utnapishtim nói với Gilgamesh rằng dưới đáy biển có một loại cây có thể khiến chàng trẻ lại. Gilgamesh buộc đá vào chân để có thể đi bộ dưới đáy biển, và hái được cây thần. Gilgamesh nghĩ nên đem cái cây về Uruk để thử xem loại cây này có đúng là thần dược không, bằng cách thử nghiệm nó trên một ông già. 
Có một loài cây giống như cây cà, có gai như hoa hồng để đâm bất kì kẻ nào dám lại gần. Nhưng ai nuốt được loại cây này sẽ trở nên cải lão hoàn đồng.
Loài cây này, Ur-shanabi, là "Cây nhịp tim", có thể giúp một người có lại sự tươi trẻ. Ta sẽ đem nó về Uruk, cho một người già cả ăn để thử xem công hiệu của nó ra sao!:98

 Không may, khi Gilgamesh tắm dưới sông, một con rắn đã đánh cắp loài cây, và trở nên bất tử bằng cách lột da để trẻ lại. Gilgamesh than khóc trước những nỗ lực vô ích của mình, vì giờ đây chàng đã đánh mất hết cơ hội trường sinh bất tử. Chàng trở về Uruk trong cay đắng, và cho người lái đò Urshanabi thấy thành phố với những tường thành khổng lồ của mình, khiến ông ta phải cất tiếng ca ngợi.

##### Phiến thứ mười hai
Phiến đất sét này chủ yếu là bản dịch sang tiếng Akkad từ một bài thơ Sumer trước đó, "Gilgamesh và Thế giới bên kia" (còn được gọi là "Gilgamesh, Enkidu, và Thế giới cõi âm" và các biến thể khác), mặc dù có ý kiến cho rằng nó có nguồn gốc từ một phiên bản chưa được xác định của câu chuyện đó.:42 Nội dung của phiến cuối cùng này không thống nhất với những cái trước: Enkidu vẫn còn sống, mặc dù trong sử thi chàng đã chết trước đó. Vì vậy, phiên bản này được coi như một "phần ngoại truyện" cho sử thi.
Gilgamesh phàn nàn với Enkidu rằng nhiều tài sản của anh ta (phiến đất sét không nói rõ ràng là cái gì) đã rơi vào thế giới cõi âm. Enkidu xin lên đường mang chúng trở lại. Gilgamesh rất vui mừng và căn dặn Enkidu những gì chàng được làm và không được làm ở Cõi âm nếu muốn quay trở về. Enkidu làm mọi thứ không được làm và bị giữ lại ở Cõi âm. Gilgamesh cầu nguyện với các vị thần để bạn mình quay về. Enlil và Suen không trả lời, nhưng Ea và Shamash quyết định giúp đỡ. Shamash tạo ra một vết nứt trên mặt đất, và hồn ma của Enkidu thoát ra khỏi đó. Phiến đất sét kết thúc với việc Gilgamesh hỏi Enkidu về những gì chàng ta đã thấy ở Cõi âm.

### Phiên bản Cổ Babylon
Phiên bản sử thi này chỉ còn lại một số mảnh vỡ từ các nguồn khác nhau, được gọi là Vượt qua tất cả các vị vua khác.:101–26 Phần lớn nội dung của nó vẫn còn thất lạc. Các mảnh đất sét được đặt tên theo nơi bảo tồn hiện nay hoặc nơi nó được tìm thấy.

#### Phiến đất sét Pennsylvania
Phiến đất sét II, Vượt qua tất cả các vị vua khác, có nét tương đồng rất lớn với phiến I-II của phiên bản tiêu chuẩn. Gilgamesh kể với mẹ mình là Ninsun về hai giấc mơ mà chàng có. Mẹ chàng giải thích rằng chúng có nghĩa là một người bạn đồng hành mới sẽ sớm đến Uruk để gặp chàng. Trong khi đó, Enkidu hoang dã và nữ tu sĩ (ở đây gọi là Shamkatum) đang làm tình. Nàng ta thuần hóa Enkidu bằng cách đưa chàng đến trại của những người chăn cừu và cho chàng ăn bánh mì và bia. Enkidu giúp họ canh gác bầy cừu. Họ đến Uruk để đối đầu với ách thống trị của Gilgamesh. Enkidu và Gilgamesh chiến đấu ngang tài ngang sức đến khi cả hai cùng ngã xuống, nhưng Gilgamesh là người đã đứng lên trước. Enkidu ca ngợi Gilgamesh.

#### Phiến đất sét Yale
Vượt qua tất cả các vị vua khác Phiến III, có một số phần phù hợp với phiến II-III của phiên bản tiêu chuẩn. Vì lý do không rõ (phiến đất sét bị vỡ ở đoạn này), Enkidu đang trong tâm trạng buồn bã. Để cổ vũ chàng, Gilgamesh đề nghị cùng nhau đến Rừng tuyết tùng để chặt cây và giết Humbaba (ở đây gọi là Huwawa). Enkidu phản đối, vì chàng nhận thức Huwawa và cũng biết thử thách này là quá sức mình. Gilgamesh khích lệ Enkidu, cuối cùng Enkidu miễn cưỡng đồng ý. Họ chuẩn bị hành trang, và hỏi ý các bô lão. Các bô lão lúc đầu cũng phản đối, nhưng Gilgamesh đã thuyết phục họ. Gilgamesh cầu nguyện thần Shamash bảo vệ cho chàng, rồi chàng và Enkidu rời đi với lời khuyên và chúc phúc từ các bô lão.

#### Mảnh vỡ Philadelphia
Có thể là một phiên bản khác của phần trong phiến đất sét Yale, nhưng bị hư hại không thể phục hồi được.

#### Phiến đất sét Nippur
Trong hành trình tìm đến rừng tuyết tùng và Huwawa, Enkidu diễn giải một trong những giấc mơ của Gilgamesh.

#### Phiến đất sét Harmal
Các mảnh vỡ từ hai phiên bản/phiến đất sét khác nhau nói về cách Enkidu diễn giải một trong những giấc mơ của Gilgamesh trên đường đến Rừng tuyết tùng và cuộc trò chuyện của họ khi vào rừng.

#### Phiến đất sét Ishchali
Sau khi đánh bại Huwawa, Gilgamesh không muốn giết hắn ta, và thúc giục Enkidu săn lùng "bảy quầng sáng" của Huwawa. Enkidu thuyết phục chàng hành quyết kẻ thù. Sau khi giết Huwawa và các quầng sáng, họ chặt hạ một phần của khu rừng và khám phá ra nơi ở bí mật của các vị thần. Phần còn lại của phiến đất sét bị hỏng.
Các quầng sáng không được đề cập trong phiên bản tiêu chuẩn, nhưng có xuất hiện trong một trong những bài thơ của người Sumer.

#### Một phần mảnh vỡ ở Baghdad
Một phần trùng với việc chặt hạ cây từ phiến Ishchali.

#### Phiến đất sét Sippar
Trùng lặp một phần với các phiến IX-X của phiên bản tiêu chuẩn. Gilgamesh than khóc cái chết của Enkidu và lang thang đi tìm kiếm sự bất tử. Gilgamesh tranh luận với Shamash về sự vô ích của hành trình. Sau một đoạn bị mất, Gilgamesh nói chuyện với Siduri về nhiệm vụ của mình và chuyến đi tìm Utnapishtim (ở đây được gọi là Uta-na'ishtim). Siduri cố gắng can ngăn Gilgamesh, khuyên chàng hãy bằng lòng với những thú vui đơn giản của cuộc sống. Sau một đoạn trống nữa, Gilgamesh đập vỡ "những phiến đá thần" và nói chuyện với người lái đò Urshanabi (ở đây gọi là Sur-sunabu). Sau một cuộc trò chuyện ngắn, Sur-sunabu yêu cầu chàng khắc 300 mái chèo để họ có thể vượt qua vùng nước chết vì "những phiến đá thần" có thể giúp họ qua sông đã bị chàng làm hỏng. Phần còn lại của phiến đất sét bị thiếu.
Đoạn viết trên mảnh Meissner (mảnh lớn hơn còn sót lại của phiến Sippar) đã được sử dụng để phục dựng lại các dạng có thể có trước đây của Sử thi Gilgamesh. Người ta đề xuất rằng "dạng trước đây của câu chuyện - thậm chí còn sớm hơn bản phục dựng được từ các mảnh vỡ Cổ Babylon - có thể đã kết thúc bằng việc Siduri tiễn Gilgamesh trở lại Uruk..." và "Utnapistim ban đầu không phải là một phần của câu chuyện."

### Các bài thơ Sumer
Có năm câu chuyện về Gilgamesh còn tồn tại dưới dạng những bài thơ cổ tiếng Sumer.:141–208 Chúng có lẽ được lưu truyền độc lập thay vì dưới dạng sử thi hợp nhất. Một số tên của các nhân vật chính trong những bài thơ này hơi khác với các tên tiếng Akkad sau này; ví dụ: "Bilgamesh" thay vì "Gilgamesh", và có một số khác biệt trong các câu chuyện cơ bản như Enkidu trên thực tế là người hầu của Gilgamesh.
1. Hoan hô Chúa tể của Núi và Hồ thiêng! tương ứng với đoạn Rừng tuyết tùng trong phiến II-V phiên bản chuẩn. Gilgamesh và Enkidu đi cùng những khác đến Rừng tuyết tùng và bị mắc kẹt bởi Huwawa. Gilgamesh lừa hắn (với sự trợ giúp của Enkidu trong một trong các phiên bản) từ bỏ quầng sáng của mình, và đánh mất sức mạnh.
2. Anh hùng chiến trận tương ứng với đoạn Thiên ngưu (phiến VI bản tiêu chuẩn) trong phiên bản Akkad. Sự phàm ăn của con bò gây ra hạn hán và khiến các vùng đất lâm vào khó khăn trong khi Gilgamesh đang tiệc tùng. Lugalbanda thuyết phục chàng chiến đấu với quái thú cùng với Enkidu.
3. Sứ giả từ Akka không có tình tiết tương ứng trong sử thi, nhưng có chủ đề về việc có nên tỏ lòng thương xót đối với tù nhân hay không, và lời khuyên từ những bô lão của thành phố, đoạn này cũng có trong phiên bản tiêu chuẩn của câu chuyện Humbaba. Trong bài thơ, Uruk phải đối mặt với một cuộc bao vây từ một đội quân Kish do Vua Akka lãnh đạo, người mà Gilgamesh đã đánh bại và tha thứ.
4. Vào những ngày đó, vào những ngày xa xôi đó, còn được gọi là Gilgamesh, Enkidu và Thế giới cõi âm, là nguồn cho bản dịch tiếng Akkad của phiến XII trong phiên bản tiêu chuẩn, kể về hành trình của Enkidu đến Cõi âm. Nó cũng là nguồn thông tin chính về truyền thuyết sáng thế Sumer và câu chuyện "Inanna và Cây Huluppu".[20]
5. Con bò mộng vĩ đại đang nằm xuống, một bài thơ về cái chết, sự chôn cất và lễ tôn xưng Gilgamesh như một vị bán thần trị vì và phán xử người chết. Sau khi mơ thấy cách các vị thần quyết định số phận của mình sau khi chết, Gilgamesh nhận được lời khuyên, chuẩn bị tang lễ của mình cùng với các món quà cho các vị thần. Sau khi chết, chàng được chôn cất dưới đáy sông Euphrates, nơi bắt nguồn và cũng là kết thúc.

## Ảnh hưởng sau này

### Thời cổ đại
Nhiều học giả cho rằng Sử thi Gilgamesh có ảnh hưởng đáng kể đến cả hai thiên sử thi được cho là của Homer.
Theo Barry B. Powell, một học giả cổ điển người Mỹ, những người Hy Lạp buổi đầu có lẽ đã tiếp xúc với các thần thoại truyền miệng của người Lưỡng Hà thông qua các mối liên hệ rộng rãi của họ với các nền văn minh của Cận Đông cổ đại và điều này tiếp xúc dẫn đến sự tương đồng giữa Sử thi Gilgamesh và sử thi Homer. Những ảnh hưởng này được Martin Litchfield West mô tả chi tiết trong Khuôn mặt phương Đông của Helicon: Yếu tố Tây Á trong Thơ và Huyền thoại Hy Lạp. Theo Tzvi Abusch từ Đại học Brandeis, sử thi "kết hợp sức mạnh và bi kịch của Iliad với những chuyến phiêu lưu và kì công của Odyssey. Đó là một tác phẩm phiêu lưu, nhưng không kém màu sắc chiêm nghiệm về một số câu hỏi cốt lõi với sự tồn tại của con người."
Trong cuộn kinh Qumran tên là Sách Người khổng lồ (k. 100 TCN), tên của Gilgamesh và Humbaba xuất hiện dưới dạng hai trong số những người khổng lồ, được kết xuất (ở dạng phụ âm) là glgmš và wbbyš. Những văn tự tương tự sau đó đã được người Mani giáo ở Trung Đông sử dụng và dạng tiếng Ả Rập Gilgamish/Jiljamish tồn tại như là tên của một con quỷ, theo giáo sĩ Ai Cập Al-Suyuti (k. 1500).

### Mối quan hệ với Kinh thánh
Nhiều chủ đề, yếu tố cốt truyện và nhân vật trong Sử thi Gilgamesh có các điểm tương đương trong Kinh thánh tiếng Hebrew, các câu chuyện về Vườn Địa Đàng, lời khuyên từ nhà truyền đạo và câu chuyện Đại Hồng thủy trong Sáng thế ký.

#### Vườn Địa Đàng
Sự tương đồng giữa các câu chuyện về Enkidu/Shamhat và Adam/Eva đã được các học giả công nhận từ lâu. Cả hai đều có chi tiết một người đàn ông được tạo ra từ đất bởi một vị thần và sống giữa thiên nhiên cùng các loài động vật. Một người phụ nữ được đưa tới để cám dỗ anh ta. Trong cả hai câu chuyện, người đàn ông chấp nhận thức ăn từ người phụ nữ, che đậy cơ thể trần trụi và phải xa rời khỏi tự nhiên, không thể quay lại. Sự xuất hiện của một con rắn đánh cắp cây bất tử từ người anh hùng cũng là một điểm tương đồng khác.

#### Lời khuyên từ Nhà truyền đạo
Một số học giả cho rằng những lời khuyên của Siduri đã được tác giả Sách giảng viên vay mượn trực tiếp.
Một câu tục ngữ không phổ biến về sức mạnh của một sợi dây ba sợi, "một sợi dây ba sợi không dễ đứt", đều xuất hiện ở cả hai câu chuyện.  

#### Đại hồng thủy và con thuyền của Noah
Andrew George cho rằng lời kể về Đại hồng thủy trong Sáng thế kí phù hợp với sử thi Gilgamesh đến nỗi "ít có nghi ngờ" về việc nó xuất phát từ cùng nguồn thần thoại Lưỡng Hà. Điều đặc biệt đáng chú ý là cách câu chuyện lũ lụt trong Sáng thế kí ăn khớp với câu chuyện lũ lụt Gilgamesh đến "từng ý và theo cùng một trật tự", ngay cả khi hướng đi của câu chuyện có thể thay thế khác đi được. Ziusudra, Utnapishtim và Nô-ê đều là những nhân vật tương ứng trong truyền thuyết lũ lụt Sumer, Akkadian và Kinh Thánh của vùng Cận Đông cổ đại.

#### Một số tương quan khác
Matthias Henze cho rằng sự điên loạn của Nebuchadnezzar trong Sách của Daniel được lấy ra từ Sử thi Gilgamesh. Ông tuyên bố rằng tác giả đã sử dụng các yếu tố miêu tả Enkidu để vẽ một bức chân dung châm biếm và chế giễu nhà vua Babylon.
Nhiều nhân vật trong Sử thi có những nét tương tự trong kinh thánh, nổi bật nhất là Nintil, nữ thần sự sống của người Sumer, được tạo ra từ xương sườn của Enki để chữa lành cho ông sau khi ông ăn hoa cấm. Có ý kiến cho rằng câu chuyện này là cơ sở cho câu chuyện về Eva được tạo ra từ xương sườn của Adam trong Sách Sáng thế. Esther J. Hamori, trong Âm hưởng Gilgamesh trong Truyện Jacob, cũng cho rằng huyền thoại về Jacob và Esau tương ứng với trận đấu vật giữa Gilgamesh và Enkidu.

### Tái phát hiện thời hiện đại
Văn bản tiếng Akkad của Sử thi Gilgamesh được tái phát hiện lần đầu tiên vào năm 1849 sau Công nguyên bởi nhà khảo cổ học người Anh Austen Henry Layard, tại tàn tích Thư viện Ashurbanipal ở Nineveh.:95 Layard khi đó đang tìm kiếm bằng chứng để xác nhận tính lịch sử của các sự kiện được mô tả trong kinh Cựu Ước của Kitô giáo, vào thời điểm đó vốn được cho là bộ văn bản lâu đời nhất trên thế giới. Tuy nhiên, các cuộc khai quật của ông và những người khác sau đó đã hé lộ sự tồn tại của các văn bản Lưỡng Hà có niên đại sớm hơn nhiều và cho thấy nhiều câu chuyện trong Cựu Ước thực sự có thể bắt nguồn từ những huyền thoại trước đó lưu hành ở Cận Đông cổ đại. Bản dịch đầu tiên của Sử thi Gilgamesh được thực hiện vào đầu những năm 1870 bởi George Smith, một học giả tại Bảo tàng Anh,, người đã xuất bản câu chuyện Đại hồng thủy từ Phiến đất sét XI năm 1880 dưới tựa đề Phiên bản Chaldea của Sáng thế kí. Tên của Gilgamesh ban đầu được đọc sai thành Izdubar.
Ban đầu sự quan tâm đến Sử thi Gilgamesh hầu như chỉ tập trung vào câu chuyện về trận lụt từ Phiến đất sét XI. Câu chuyện lũ lụt thu hút sự chú ý lớn của công chúng và các cuộc tranh cãi học thuật, trong khi phần còn lại của sử thi hầu như bị bỏ qua. Sự quan tâm đến Sử thi Gilgamesh vào cuối thế kỷ 19 và đầu thế kỷ 20 phần lớn đến từ các quốc gia nói tiếng Đức, khi tranh cãi nổ ra về mối quan hệ giữa Babel und Bibel ("Babylon và Kinh thánh"). Vào tháng 1 năm 1902, nhà nghiên cứu Assyria học người Đức, Friedrich Delitzsch đã thuyết trình tại Nhạc viện Sing-Akademie zu Berlin trước Kaiser và Hoàng hậu, trong đó ông cho rằng câu chuyện Lũ lụt trong Sách Sáng thế được sao chép trực tiếp từ Gilgamesh. Bài thuyết trình của Delitzsch gây tranh cãi đến mức, đến tháng 9 năm 1903, ông đã nhận được 1.350 bài báo ngắn từ các tờ báo và tạp chí, hơn 300 bài dài hơn và hai mươi tám cuốn sách nhỏ phản hồi lại bài thuyết trình này, cũng như một bài thuyết trình khác về mối quan hệ giữa Bộ luật Hammurabi và Luật Mô-sê trong kinh Torah. Những bài báo này chỉ trích Delitzsch thậm tệ. Kaiser xa lánh Delitzsch và quan điểm cấp tiến của ông, và vào mùa thu năm 1904, Delitzsch buộc phải trình bày bài giảng thứ ba tại Cologne và Frankfurt am Main thay vì ở Berlin. Mối quan hệ giả định giữa Sử thi Gilgamesh và Kinh thánh Hebrew sau này trở thành một phần quan trọng trong lập luận của Delitzsch trong cuốn sách năm 1920-1921 của ông, Die Grosse Täuschung (Sự dối trá to lớn) , cho rằng Kinh thánh Hebrew bị "ô nhiễm" bởi ảnh hưởng Babylon và chỉ khi nào loại bỏ hoàn toàn Cựu Ước của con người, người Kitô giáo cuối cùng mới có thể tin vào thông điệp Aryan đích thực của Tân Ước.

### Quan điểm hiện đại ban đầu

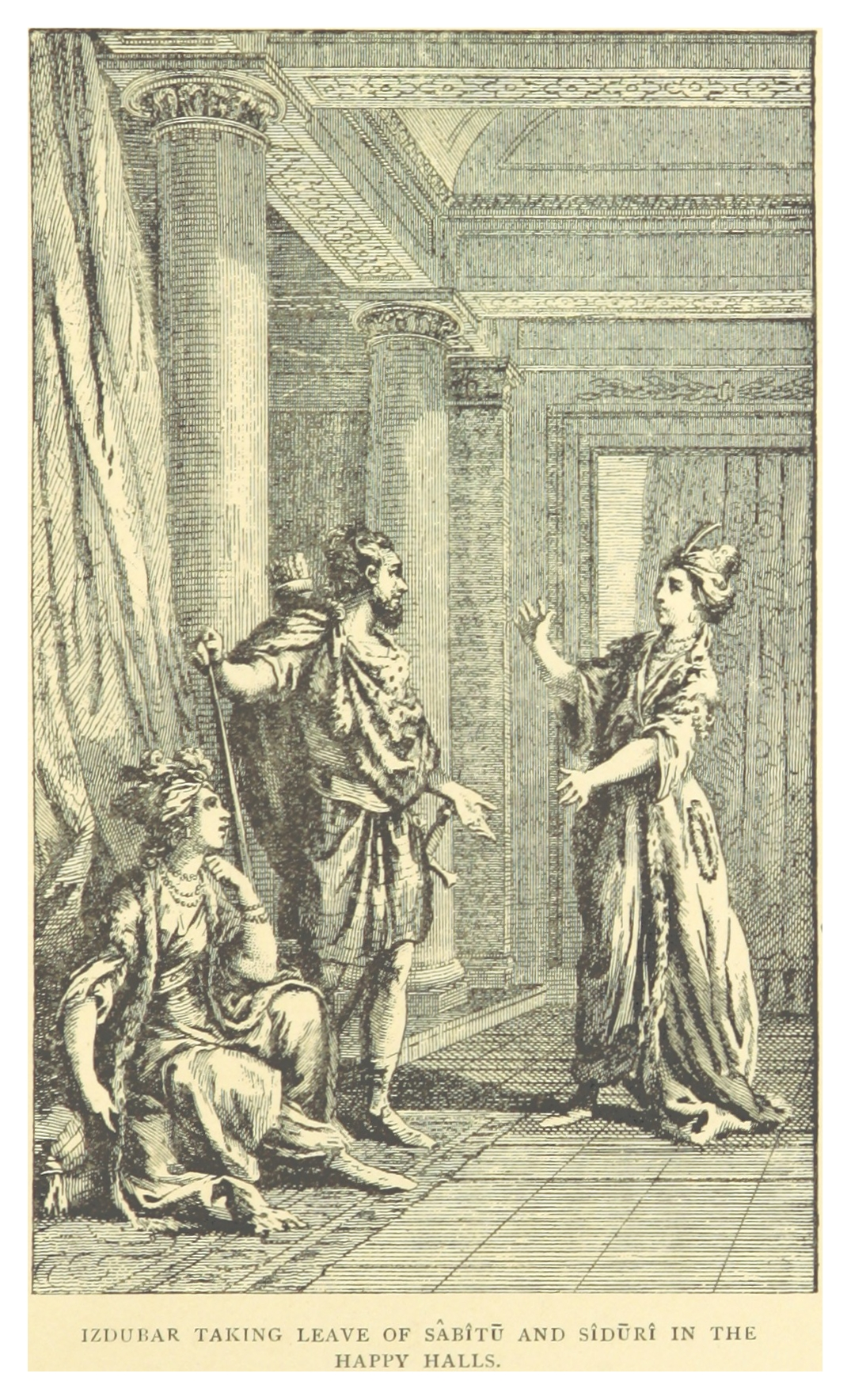
Minh họa Izdubar (Gilgamesh) trong một cảnh của bài thơ dài Ishtar và Izdubar (1884) của Leonidas Le Cenci Hamilton, tác phẩm chuyển thể văn học hiện đại đầu tiên của Sử thi Gilgamesh

Tác phẩm chuyển thể văn học hiện đại đầu tiên của Sử thi Gilgamesh là Ishtar và Izdubar (1884) của Leonidas Le Cenci Hamilton, một luật sư và doanh nhân người Mỹ. Hamilton có kiến thức sơ sài về tiếng Akkad, học được qua cuốn Ngữ pháp Assyria cho các mục đích đối chiếu năm 1872 của Archibald Sayce. Cuốn sách của Hamilton dựa phần nhiều vào bản dịch Sử thi Gilgamesh của Smith, nhưng cũng có những thay đổi lớn. Chẳng hạn, Hamilton đã bỏ qua câu chuyện lũ lụt nổi tiếng và thay vào đó tập trung vào mối quan hệ lãng mạn giữa Ishtar và Gilgamesh (Izdubar). Ishtar và Izdubar đã viết thêm từ khoảng 3.000 dòng gốc của Gilgamesh lên khoảng 6.000 dòng khớp nối vần được nhóm lại thành bốn mươi tám khổ. Hamilton đã thay đổi đáng kể hầu hết các nhân vật và thêm thắt vào những chi tiết hoàn toàn mới không có trong sử thi gốc. Chịu ảnh hưởng đáng kể bởi Thơ Rubaiyat của Omar Khayyam của Edward Fitzgerald và The Light of Asia của Edwin Arnold, nhân vật của Hamilton ăn mặc giống như người Thổ Nhĩ Kỳ vào thế kỷ 19 hơn là người Babylon cổ đại. Hamilton cũng thay đổi giọng điệu của sử thi từ "chủ nghĩa hiện thực nghiệt ngã" và "bi kịch đầy mỉa mai" của bản gốc thành một "sự lạc quan vui vẻ" chứa đầy "những tình yêu ngọt ngào và hòa hợp".
Trong cuốn sách năm 1904 của mình, Das Alte Testament im Lichte des alten Orients, nhà nghiên cứu Assyria người Đức Alfred Jeremias đã đánh đồng Gilgamesh với vua Nimrod trong Sách Sáng thế và cho rằng sức mạnh của Gilgamesh hẳn là đến từ mái tóc của ông, giống như anh hùng Samson trong Sách Thủ Lãnh, và rằng ông đã phải thực hiện Mười hai kì công giống như anh hùng Heracles trong thần thoại Hy Lạp. Trong cuốn sách năm 1906 của mình, Das Gilgamesch-Epose in der Weltliteratur, nhà Đông phương học Peter Jensen đã tuyên bố rằng Sử thi Gilgamesh là nguồn gốc của gần như tất cả các câu chuyện trong Cựu Ước, cho rằng Moses chính là "Gilgamesh của Sách Xuất hành, người cứu những đứa trẻ Israel khỏi chính xác tình trạng tương tự mà cư dân Erech phải đối mặt khi bắt đầu sử thi Babylon." Sau đó, ông tiếp tục tranh luận rằng Abraham, Isaac, Samson, David và nhiều nhân vật trong Kinh thánh khác đều không là gì hơn ngoài bản sao chính xác của Gilgamesh. Cuối cùng, ông tuyên bố rằng ngay cả Giêsu cũng "không gì khác ngoài Gilgamesh của người Do Thái. Không có gì ngoài một sự bổ trợ cho Abraham, Mose và vô số nhân vật khác trong truyện." Hệ tư tưởng này được gọi là chủ nghĩa Toàn Babylon và gần như ngay lập tức bị các học giả chính thống bác bỏ. Hermann Gunkel đã loại bỏ hầu hết điểm tương đồng mà Jensen chỉ ra giữa Gilgamesh và các nhân vật trong Kinh thánh, cho rằng Jensen đang gây giật gân vô căn cứ. Ông kết luận rằng Jensen và các nhà Assyria học khác như ông đã không hiểu được sự phức tạp của Cựu Ước và đã khiến các học giả nhầm lẫn với "những sai lầm dễ thấy và lệch lạc đáng kể".
Ở các nước nói tiếng Anh, góc nhìn học thuật thịnh hành trong đầu thế kỷ 20 khởi đầu từ giả thuyết của Nam tước Henry Rawlinson cho rằng Gilgamesh là một "anh hùng mặt trời", và 12 phiến đất sét sử thi đại diện cho 12 cung hoàng đạo Babylon. Nhà tâm lý học người Đức Sigmund Freud, dựa trên giả thuyết của James George Frazer và Paul Ehrenreich, đã nhìn nhận Gilgamesh và Eabani (cách đọc sai trước đó của Enkidu) là hình ảnh đại diện cho "con người" và "nhục cảm thô thiển". Ông so sánh họ với các cặp anh em khác trong thần thoại trên thế giới và kết luận: "Một người luôn yếu hơn người kia và chết sớm hơn. Trong Gilgamesh, mô típ lâu đời về cặp anh em bất bình đẳng này đại diện cho mối quan hệ giữa một người đàn ông và ham muốn tình dục của anh ta." Ông cũng xem Enkidu là đại diện cho nhau thai, "người em sinh đôi yếu hơn" chết yểu sau khi sinh. Bạn và học trò của Freud, Carl Jung, thường xuyên nhắc đến Gilgamesh trong tác phẩm đầu tay Symbole der Wandlung (1911-1912). Ông đã trích dẫn sự ham muốn của Ishtar đối với Gilgamesh như một ví dụ về ham muốn loạn luân của người mẹ đối với con trai mình, Humbaba là một ví dụ về một người cha áp bức mà Gilgamesh phải vượt qua, và chính Gilgamesh là một ví dụ về một người đàn ông quên đi sự phụ thuộc đối với vô thức và bị trừng phạt bởi các "vị thần", người đại diện cho nó.

### Trong văn hóa hiện đại
Trong những năm sau Thế chiến II, Gilgamesh, trước đây là một nhân vật mơ hồ chỉ được một số học giả biết đến, dần dần trở nên phổ biến với khán giả hiện đại. Đề tài hiện sinh của sử thi làm cho nó đặc biệt hấp dẫn đối với các tác giả Đức trong những năm sau chiến tranh. Trong cuốn tiểu thuyết hiện sinh năm 1947 của mình, Die Stadt hinter dem Strom, tác giả người Đức Hermann Kasack đã sử dụng các yếu tố trong sử thi để làm phép ẩn dụ về hậu quả của sự hủy diệt của Thế chiến II ở Đức, miêu tả thành phố bị ném bom Hamburg giống như Địa ngục đáng sợ mà Enkidu nhìn thấy trong giấc mơ của mình. Trong tác phẩm lớn của Hans Henny Jahnn, Dòng sông không bờ, (1949-1950), phần giữa của bộ ba tiểu thuyết xoay quanh một nhà soạn nhạc có mối quan hệ đồng tính hai mươi năm với một người bạn, phản chiếu hình ảnh của Gilgamesh và Enkidu, và kiệt tác của ông là một bản giao hưởng về Gilgamesh.

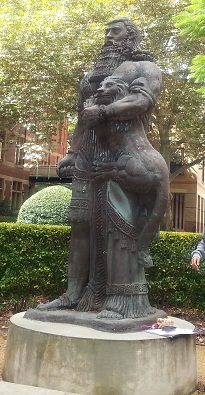
Một bức tượng hiện đại của Gilgamesh tại Đại học Sydney.

The Quest of Gilgamesh (Tạm dịch: Thử thách Gilgamesh), một chương trình phát thanh năm 1953 của Douglas Geoffrey Bridson, đã giúp sử thi trở nên phổ biến tại Anh. Tại Hoa Kỳ, Charles Olson đã ca ngợi sử thi trong các bài thơ và bài tiểu luận của mình và tin rằng nó chứa đựng những giá trị đạo đức cổ xưa có khả năng chữa khỏi những gì ông coi là suy đồi đạo đức thời hiện đại. Cuốn tiểu thuyết chuyển thể năm 1966 Gilgamesch của Guido Bachmann đã trở thành một tác phẩm kinh điển của "văn học đồng tính luyến ái" Đức và tạo nên một xu hướng văn học quốc tế dài hàng thập kỷ của mô tả Gilgamesh và Enkidu như những người yêu đồng tính. Xu hướng này phổ biến đến nỗi chính Sử thi Gilgamesh được đưa vào trong Tuyển tập văn học đồng tính Columbia (1998) như là tác phẩm đầu tiên của thể loại này. Trong những năm 1970 và 1980, các nhà phê bình văn học nữ quyền đã phân tích Sử thi Gilgamesh như cho thấy bằng chứng cho sự chuyển đổi từ chế độ mẫu hệ nguyên thủy sang chế độ phụ hệ hiện đại. Khi Phong trào Xanh lan rộng ở châu Âu, câu chuyện của Gilgamesh bắt đầu được nhìn nhận qua lăng kính bảo vệ môi trường, với cái chết của Enkidu tượng trưng cho sự xa rời của con người với thiên nhiên.
Theodore Ziolkowski, một nhà nghiên cứu văn học hiện đại, cho rằng "không giống như hầu hết các nhân vật khác từ thần thoại, văn học và lịch sử, Gilgamesh đã nổi lên như một thực thể tự thân hoặc đơn giản là một cái tên độc lập với bối cảnh sử thi mà ban đầu ông được biết đến. (Các ví dụ khác có thể kể đến như là Minotaur hoặc quái vật của Frankenstein.)" Sử thi Gilgamesh đã được dịch sang nhiều ngôn ngữ lớn trên thế giới  và trở thành một phần bắt buộc của chương trình văn học thế giới tại Mỹ. Năm 2000, một bức tượng Gilgamesh hiện đại của nhà điêu khắc người Assyria Lewis Batros đã được đặt tại Đại học Sydney ở Úc.
Bắt đầu từ cuối thế kỷ 20, Sử thi Gilgamesh bắt đầu được đọc trở lại ở Iraq. Saddam Hussein, cựu Tổng thống Iraq, có niềm đam mê mãnh liệt với Gilgamesh. Cuốn tiểu thuyết đầu tay của Hussein, Zabibah và nhà Vua (2000), là một câu chuyện ngụ ngôn về Chiến tranh vùng Vịnh lấy bối cảnh Assyria cổ đại pha trộn các yếu tố của Sử thi Gilgamesh và Nghìn lẻ một đêm. Giống như Gilgamesh, nhà vua ở phần đầu của cuốn tiểu thuyết là một bạo chúa tàn bạo đàn áp người dân của mình, nhưng, thông qua sự trợ giúp của một người phụ nữ thường dân tên Zabibah, ông đã trở thành một đức vua hiền minh. Khi Hoa Kỳ gây áp lực buộc Hussein phải từ chức vào tháng 2 năm 2003, Hussein đã có một bài phát biểu trước một nhóm các tướng lĩnh dưới quyền, so sánh mình với người anh hùng sử thi.
Năm 2004, Gilgamesh xuất hiện trong loạt visual novel của Nhật, Fate/stay night, cùng với các sản phẩm truyện tranh, Anime, light novel, trò chơi điện tử khác  sau này thuộc franchise Fate được phát triển bởi Type-Moon. Trong đó, nhân vật được xây dựng dựa trên truyền thuyết về Gilgamesh là một anh linh được triệu hồi để chiến đấu trong cuộc chiến giành Chén Thánh. Nhân vật này có biệt hiệu "Vua của Anh hùng", được cho là vị anh hùng cổ xưa nhất, và sở hữu bảo cụ Gate of Babylon, bảo tàng có chứa tất cả mọi vũ khí và báu vật nguyên bản trên thế giới.

### Bản dịch
- Jastrow, Morris; Clay, Albert Tobias (2016). An Old Babylonian Version of the Gilgamesh Epic: On the Basis of Recently Discovered Texts. Cambridge Library Collection – Archaeology. ISBN 978-1108081276.
- Jastrow, M.; Clay, A. (1920). An Old Babylonian Version of the Gilgamesh Epic: On the Basis of Recently Discovered Texts.
- Sandars, N. K. (2006). The Epic of Gilgamesh. Penguin Epics, Penguin Classics. London: Penguin. ISBN 978-0-14-102628-2.
- Kovacs, Maureen Gallery, transl. with intro. (1985). The Epic of Gilgamesh. Stanford, California: Stanford University Press. ISBN 978-0-8047-1711-3.{{Chú thích sách}}:  Quản lý CS1: nhiều tên: danh sách tác giả (liên kết) Glossary, Appendices, Appendix (Chapter XII=Tablet XII). A line-by-line translation (Chapters I-XI).
- Parpola, Simo (1997). The Standard Babylonian, Epic of Gilgamesh. Mikko Luuko and Kalle Fabritius. The Neo-Assyrian Text Corpus Project. ISBN 978-951-45-7760-4.: (Volume 1) in the original Akkadian cuneiform and transliteration; commentary and glossary are in English
- Foster, Benjamin R., trans. & edit. (2001). The Epic of Gilgamesh. New York: W.W. Norton & Company. ISBN 978-0-393-97516-1.{{Chú thích sách}}:  Quản lý CS1: nhiều tên: danh sách tác giả (liên kết)
- George, Andrew R. (2003). George, Andrew R. (biên tập). The Babylonian Gilgamesh Epic: Critical Edition and Cuneiform Texts. translated by Andrew R. George. London: Oxford University Press. ISBN 978-0-19-814922-4.
- Shin, Shifra (2000). Alilot Gilgamesh (Tales of Gilgamesh). Tel Aviv: Am Oved. – an adaptation for young adults, translated directly to Hebrew from the original Akkadian language by Shin Shifra

### Phân tích
- Jacobsen, Thorkild (1976). The Treasures of Darkness, A History of Mesopotamian Religion. Yale University Press. ISBN 978-0-300-01844-8.
- Tigay, Jeffrey H. (1982). The Evolution of the Gilgamesh Epic. University of Pennsylvania Press. ISBN 978-0-8122-7805-7.
- Kluger, Rivkah (1991). The Gilgamesh Epic: A Psychological Study of a Modern Ancient Hero. Daimon. ISBN 978-3-85630-523-9.
- West, Martin Litchfield (1991). The East Face of Helicon: West Asiatic Elements in Greek Poetry and Myth. Clarendon Press. ISBN 978-0-19-815042-8.[liên kết hỏng]
- Best, Robert (1999). Noah's Ark and the Ziusudra Epic. Eisenbrauns. ISBN 978-0-9667840-1-5.
- Damrosch, David (2007). The Buried Book: The Loss and Rediscovery of the Great Epic of Gilgamesh. Henry Holt and Co. ISBN 978-0-8050-8029-2.